# Lacul Bistreț
Lacul Bistreț este un lac din județul Dolj, în partea de sud a județului, în apropierea Dunării. Este cel mai mare din județ, al doilea fiind lacul Fântânele.